# Ramal F23 del Ferrocarril Belgrano
El Ramal F23 es un pequeño ramal de Trocha Angosta y pertenece al Ferrocarril General Belgrano

## Ubicación y Características
Se halla enteramente dentro de la ciudad de Santa Fe dentro del departamento La Capital y sirve de empalme entre el Ramal F1 y el Ramal C de la misma línea. Se utiliza una pequeña parte de lo que era el ramal F24 con destino a San José del Rincón que data del año 1927